# Кірхбрак
Кірхбрак (нім. Kirchbrak) — громада в Німеччині, розташована в землі Нижня Саксонія. Входить до складу району Гольцмінден. Складова частина об'єднання громад Боденвердер-Полле.
Площа — 18,39 км2. Населення становить 962 ос. (станом на 31 грудня 2021).

## Відомі люди
- Ернст Борман (1897—1960) — німецький офіцер, генерал-майор люфтваффе.